# Ion Dissonance
Ion Dissonance est un groupe canadien de metal extrême, originaire de Montréal, au Québec. Ils sont mieux connus pour leur style mathcore technique, qu'ils changent par la suite pour un son plus orienté groove sur l'album Minus the Herd.

## Biographie

### Débuts et premier album (2001–2003)
Le groupe est formé par les deux guitaristes, Antoine Lussier et Sébastien Chaput vers la fin de l'été 2001. Leur but en créant ce groupe était de composer un heavy metal plus complexe que leurs précédents projets musicaux. Peu après la création de Ion Dissonance, le batteur Jean-François « JF » Richard se joint à la formation ; viendront ensuite Gabriel McCaughry au chant et Sébastien Painchaud à la basse. 
Une fois la formation complète, le groupe enregistre sa première démo, intitulée .357. Cette démo est bien reçue, et le groupe commence à avoir un certain succès. Pour produire leur premier album studio, le groupe est resté sous le label Willowtip Records qui a également édité leur démo. À la suite de cela, Sébastien Painchaud quitte le groupe, et est remplacé par Miguel Valade. Après ce changement dans la formation, les membres commencent leurs premiers grands concerts en assurant les premières parties de grands groupes locaux comme The Dillinger Escape Plan, Every Time I Die, Daughters, Misery Index, The End, ou encore The Black Dahlia Murder.

### Solace(2004–2006)
En mars 2004, le groupe commence sa première vraie tournée le long de la côte Est nord-américaine avec le groupe Forever Is Forgotten. Cette tournée est suivie d'une prestation au Maryland Deathfest. En août 2004, ils sont annoncés pour le Bottle Rocket Fest, suivi en janvier 2005 d'une annonce pour le New England Metal and Hardcore Festival entre le 22 et le 24 avril 2005.
En février 2005, Ion Dissonance annonce sa tournée d'été qui commencera à Cleveland, dans l'Ohio, le 3 juin et se terminera par Springfield, dans le Massachusetts, le 2 juillet. En mars 2005, ils signent au label Abacus Recordings. Ils annoncent leur entrée en studio en mai 2005 avec le producteur Pierre Rémillard (Cryptopsy, The End) pour enregistrer l'album, intitulé Solace. Une démo de l'album est mise en ligne entretemps. Après avoir produit leur deuxième album, intitulé Solace cette année, pour une sortie prévue en septembre, Ion Dissonance repart pour une nouvelle tournée au Canada et aux États-Unis, puis jouent notamment au Hellfest, à Clisson, avec 21 autres groupes. En septembre 2005, ils s'allient sur scène à From A Second Story Window pour leur tournée canadienne.
En janvier 2006, ils annoncent une tournée sur la côte-est américaine en février. En avril 2006, leur label Abacus Records annonce une tournée du 28 avril au 6 mai aux États-Unis. Le 20 juin 2006, Gabriel McCaughry annonce son départ du groupe, pour des problèmes personnels. Le groupe engage et annonce donc un nouveau chanteur, Kevin McCaughey, le 17 octobre 2006.

### Minus the HerdetCursed(2007–2013)

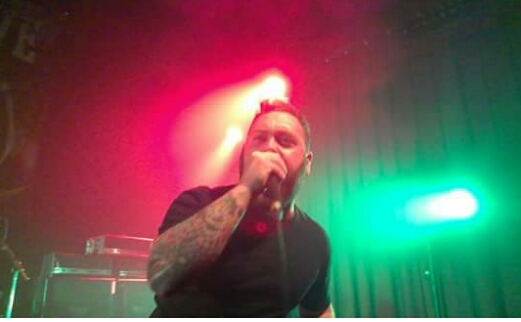
Ion Dissonance à Laval, au Québec, chez Scène 1425.

En janvier 2007, le groupe se prépare à enregistrer un troisième album studio. Ils annoncent leur entrée aux Planet Z Studios à Hadley, dans le Massachusetts, avec le producteur Zeuss, le 1er février pour commencer les enregistrements. En février 2007, ils annoncent des dates avec Beneath the Massacre entre mars et mai 2007. Ils finissent en mars 2007 l'enregistrement de leur troisième album, Minus the Herd, qui sera publié pendant le mois d'avril 2007 toujours au label Acabus. Il provoque un débat à propos des différences de performances vocales entre l'ancien et le nouveau chanteur du groupe. Certains reprochent au nouveau chanteur d'avoir fait disparaitre le côté chaotique des anciens albums du groupe.[réf. nécessaire] À la suite de ce nouvel opus, le groupe repart en tournée au Canada et aux États-Unis pour le Summer Slaughter Tour. En avril 2007, ils publient la chanson Kneel, sur leur page MySpace. Il s'agit du premier morceau de l'EP Prelude to the Herd, publié le 5 juin 2007.
Au début de 2010, Ion Dissonance publie une mise à jour selon laquelle ils rapportent être aux studios 357 Productions avec le guitariste Antoine Lussier à la production pour l'enregistrement d'un album prévu pour l'été 2010. En mars 2010, le groupe annonce la fin des enregistrements de l'album, intitulé Cursed, dont la sortie européenne est annoncée en juin pour le 23 août 2010 au label Basick Records. En juin 2010, ils annoncent la sortie nord-américaine pour le 24 août 2010, et révèlent entretemps la couverture de l'album.

### Cast the First Stone(depuis 2014)
Quatre ans après la sortie de Cursed, en 2014, Ion Dissonance publie un clip du batteur Jean-François « JF » Richard en répétition, laissant présager un nouvel album. Une démo de l'album est publiée par le groupe en décembre 2014.
En août 2016, Ion Dissonance signe au label Good Fight Music. Vers le début de novembre 2016, le groupe annonce la sortie de son nouvel album, Cast the First Stone pour le 18 novembre. Ce même mois, avant la sortie officielle de l'album, le groupe s'associe avec le magazine Revolver, diffusant l'album dans son intégralité. Le 6 novembre 2016, ils publient le clip de la chanson To Lift The Dead Hand of the Past, issue de l'album.

## Membres

### Membres actuels
- Jean-François « JF » Richard − batterie (depuis 2001)
- Antoine Lussier − guitare (depuis 2001)
- Sébastien Chaput − guitare (depuis 2001)
- Kevin McCaughey − chant (depuis 2006)
- Dominic Grimard - basse (depuis 2014)

### Anciens membres
- Sébastien Painchaud − basse (2001−2002)
- Miguel Valade − basse (2002−2004)
- Gabriel McCaughry − chant (2001−2006)
- Yannick Desgroseillers − basse (2009−2013)

## Discographie

### Albums studio
- 2003 : Breathing Is Irrelevant
- 2005 : Solace
- 2007 : Minus the Herd
- 2010 : Cursed
- 2016 : Cast the First Stone

### Démos
- 2002 : .357
- 2006 : Ion Dissonance - Despised Icon (split avec Despised Icon)